# Les Six Compagnons et la Brigade volante
Pour les articles homonymes, voir Brigade volante.
Les Six Compagnons et la Brigade volante est le 22e roman, sur 49 titres publiés, de la série Les Six Compagnons créée par Paul-Jacques Bonzon.
Rédigé par Paul-Jacques Bonzon, le roman est édité pour la première fois en 1972 chez Hachette dans la collection Bibliothèque verte. Lors des rééditions à partir de 2006, il est publié dans la Bibliothèque rose.
Le récit se déroule notamment au Col du Perthus, à Maureillas-las-Illas et à la frontière franco-espagnole.

## Principaux personnages
- Les Six Compagnons
  - Tidou
  - Le Tondu
  - Gnafron
  - Bistèque
  - La Guille
  - Mady
- Le chien Kafi
- Raymond Noulos : douanier
- Jean Faugier

## Résumé
Le roman de 155 pages est divisé en 14 chapitres. Le résumé ci-dessous est basé sur l'édition du roman parue en 1972 dans la Bibliothèque verte.
C'est la consternation au sein des Compagnons lorsque Kafi est atteint d'un coup de feu au milieu de la nuit. Ils suspectent la participation d'une bande qui s'est installée non loin d'eux en forêt. Désormais, il s'agit non seulement de venger Kafi, mais aussi de déjouer un complot compromettant la sécurité même de la France.
Les Compagnons - moins Le Tondu et Mady, demeurés à Lyon – s’installent à Maureillas chez le douanier Raymond Noulos, qui leur apporte également son aide pour trouver un vétérinaire capable de soigner Kafi. Pendant que ce dernier reprend des forces, les Lyonnais sont intrigués par une rencontre qu’ils ont faite, celle d’un jeune homme dénommé Jean Faugier. Ce garçon, lyonnais comme eux, a pris la fuite depuis les Pyrénées pour regagner Lyon en toute vitesse, croisant sur son chemin Tidou et ses camarades.
Rejoints par Mady et Le Tondu, les Compagnons se fient à l’intuition de la jeune fille et croient dur comme fer à l’innocence de Faugier. Ils lui demandent de les rejoindre de nouveau à Maureillas afin de mettre au clair les circonstances de sa fuite. Le douanier Noulos ne partage pas leur avis, et demeure persuadé que le jeune homme va profiter des circonstances pour prendre la fuite.
Contre toute attente Faugier fait son apparition et avoue les raisons de sa fuite initiale : il avait peur d’être questionné par les douaniers sur les quantités d’alcool qu’il transportait dans son véhicule le soir où il traversait la frontière franco-espagnole. Il nie cependant être impliqué dans tout trafic de grande ampleur.
Tidou met en place un plan afin de surveiller une station-service proche de la frontière franco-espagnole, qu’il suspecte d’être au cœur d’un réseau de contrebande entre les deux pays. Il divise les Compagnons, plus Jean Faugier, en plusieurs équipes de deux membres chargées de se positionner à différents points. Une course-poursuite est engagée avec les bandits aux petites heures du matin. Celle-ci prend une mauvaise tournure pour les Compagnons lorsque Le Tondu et Faugier sont mis K-O. par les criminels.
Cependant ces derniers ont pris la fuite vers un bois, que les jeunes Lyonnais, aidés de Kafi et Faugier, arrivent à encercler. Diminué physiquement, Kafi dispose encore de tout son flair et parvient à retrouver la trace des fuyards dans l’obscurité. Tidou l’envoie ensuite au bord de la route rejoindre Bistèque, leur confiant pour mission d’indiquer la voie à suivre aux gendarmes que Mady a appelés entretemps. Dans un premier temps les bandits, cernés par les forces de l’ordre, prétendent être de simples braconniers.
C’est sans compter avec le flair de Kafi, qui permet de découvrir au sein du bois de nombreuses armes et de faux uniformes de douaniers. C’est ainsi qu’est démantelé un réseau de faux douaniers qui utilisaient des voitures d’une marque et d’un modèle spécifiques pour acheminer de la drogue entre l’Espagne et la France.